# 흥진중학교
흥진중학교(興進中學校)는 대한민국 경기도 군포시 금정동에 있는 공립 중학교이다.

## 학교 연혁
- 1991년 3월 11일 : 흥진중학교 30학급 설립 인가
- 1992년 3월 1일 : 초대 정찬교 교장 취임
- 1992년 3월 2일 : 제1회 입학식(539명)
- 2015년 3월 2일 : 예술교육 활성화 사업(연극동아리) 운영교(교육부)
- 2015년 3월 2일 : 혁신공감학교
- 2015년 3월 2일 : SW교육 선도학교 (2015~2017)
- 2016년 3월 2일 : 혁신교육지구 시즌II 책나라 군포독서학교 운영
- 2023년 9월 1일 : 제10대 조미희 교장 취임
- 2024년 1월 5일 : 제32회 졸업식(7학급 176명) 졸업생 누계 10,844명
- 2024년 3월 4일 : 제33회 입학식(6학급 143명)

## 참고 자료
- 흥진중학교 - 한국교육학술정보원 학교알리미